# El-Vahda FC (Szaúd-Arábia)
Az El-Vahda FC egy szaúd-arábiai labdarúgócsapat, amelynek székhelye Mekka városában található. A klub a szaúd-arábiai első osztályban, a Pro League-ben szerepel. Hazai mérkőzéseit a 38 000 néző befogadására alkalmas Abdul-Ázíz Király Stadionban játssza.

## Sikerlista
- First Division League
  - Feljutó (4): 1982–83, 1995–96, 2002–03, 2017–18

- Király Kupa
  - Győztes (2): 1957, 1966
  - Döntős (6): 1958, 1959, 1960, 1961, 1970, 2022–23

- Koronaherceg Kupa
  - Győztes (1): 1959–60
  - Döntős (5): 1958–59, 1963–64, 1969–70, 1972–73, 2010–11

## További hivatkozások
- Hivatalos honlapja